# Небесні пірати
«Небесні пірати» (англ. Sky Pirates) — австралійський фантастичний пригодницький фільм 1986 р. сценариста і продюсера Джона Д. Ламонда та режисера Коліна Егглестона. Натхненний фільмом Стівена Спілберга Індіана Джонс: У пошуках втраченого ковчега, має запозичення з фільмів Філадельфійський експеримент, Мисливець на оленів, Брудний Гаррі і Шалений Макс.
Музика була написана Браяном Меєм, який також композивував дві частини Скажений Макс.

## Сюжет
1945 рік. Друга світова війна ось-ось закінчиться. Тим часом австралійський військовик знайшов древній пристрій, який може бути використано для подорожі в часі. Вкрай важливо, щоб в союзників Антигітлерівської коаліції він є, а в держав Осі ні. Досвідчений льотчик лейтенант Харріс отримує завдання доставити дорогоцінний елемент у Вашингтон, округ Колумбія. На його літаку також летить містер Мітчелл, улюблена дочка Мітчелла Мелані, генерал Хакетт і майор Севідж. Під час польоту магічний вантаж спричиняє величезне хвилювання, яке не залишає Харрісу іншого вибору, ніж знищити літак. У рятувальних шлюпках вони виявляють дивні і туманні області розбитих кораблів різних епох. Мітчелл стверджує, що існує зв'язок з так званим Філадельфійським експериментом.
Харріс залишається враженим від розповіді і концентрується на виживанні Мелані і екіпажу. Повернувшись додому, він засуджений за непокору військовим судом. Харріс уникає покарання і прагне розкрити підґрунтя цих подій. Він благає дочку Мітчелла Мелані об'єднатися з ним. Разом вони прагнуть отримати втрачений магічний предмет. Вони розкривають таємницю, перш ніж стають щасливою парою.

## Ролі
- Джон Харгрівз — лейтенант Харріс
- Мередіт Філліпс — Мелані Мітчелл
- Макс Фіппс — майор Севедж
- Білл Хантер — O'Рейлі
- Саймон Чілверс — Мітчелл
- Алекс Скотт — генерал Хакетт

## Критика
Рейтинг на IMDb — 4/10.